# La Bollène-Vésubie
La Bollène-Vésubie é uma comuna francesa na região administrativa da Provença-Alpes-Costa Azul, no departamento Alpes Marítimos. Estende-se por uma área de 35,57 km², com 413 (Bollénois) habitantes, segundo os censos de 1999, com uma densidade de 11 hab/km².